# Foundation (album de Brand Nubian)
Pour les articles homonymes, voir Foundation.
Albums de Brand Nubian
Everything is Everything
(1994) The Very Best of Brand Nubian
(2001)
Singles
1. Don't Let It Go To Your Head
Sortie : 1998

Foundation est le quatrième album studio de Brand Nubian, sorti le 29 novembre 1998.
L'album s'est classé 12e au Top R&B/Hip-Hop Albums et 59e au Billboard 200.

## Liste des titres
| No  | Titre                                                                                           | Contient un (des) sample(s) de | Durée |
| --- | ----------------------------------------------------------------------------------------------- | --- | ----- |
| 1.  | Here We Go (Produit par Grand Puba)                                                             | | 0:21  |
| 2.  | The Return (Produit par DJ Premier)                                                             | The Rub de George McCrae et Gwen McCrae Step to the Rear de Brand Nubian | 4:03  |
| 3.  | Shinin' Star (Produit par Grand Puba)                                                           | Love to the World de L.T.D. | 3:40  |
| 4.  | The Beat Change (Produit par Lord Finesse)                                                      | Change the Beat (Female Version) de Beside | 2:26  |
| 5.  | Migraine (Interlude)                                                                            | | 0:24  |
| 6.  | Don't Let It Go to Your Head (Produit par Chris « CL » Liggio)                                  | Don't Let It Go to Your Head de Jean Carne | 4:04  |
| 7.  | Brand Nubian (Produit par Buckwild)                                                             | | 4:01  |
| 8.  | Maybe One Day (featuring Common – Produit par Buckwild)                                         | Something d'Al Green | 4:41  |
| 9.  | Let's Dance (featuring Busta Rhymes, Adeka et Rebbie Jackson – Produit par Chris « CL » Liggio) | Centipede de Rebbie Jackson Let's Dance (Make Your Body Move) de West Street Mob All Night Long (All Night) de Lionel Richie Wanna Be Startin' Somethin' de Michael Jackson | 4:06  |
| 10. | Back Up of the Wall (featuring Loon – Produit par DJ Alamo)                                     | | 4:10  |
| 11. | Black on Black Crime (Interlude)                                                                | | 0:48  |
| 12. | I'm Black and I'm Proud (Produit par DJ Alamo et Grand Puba)                                    | Say It Loud, I'm Black and I'm Proud de James Brown | 3:17  |
| 13. | Sincerely (featuring Brooklyn – Produit par DJ Ogee)                                            | | 3:51  |
| 14. | Probable Cause (Produit par DJ Alamo)                                                           | Knucklehead de Grover Washington, Jr. | 5:13  |
| 15. | The Ghetto (Interlude)                                                                          | | 0:41  |
| 16. | Love Vs. Hate (Produit par Lord Finesse)                                                        | | 4:31  |
| 17. | Too Late (Produit par Chris « CL » Liggio et DJ Alamo)                                          | Too Late de Junior | 4:45  |
| 18. | Straight Outta Now Rule (Produit par Lord Finesse)                                              | Diamond Robbery du John Keating Orchestra | 4:39  |
| 19. | Foundation (Produit par Diamond D)                                                              | Ife de Miles Davis Funky President de James Brown Who Am I (Sim Simma) de Beenie Man                                                                                        | 3:52  |
| 20. | U For Me (featuring Petawane – Produit par Lord Finesse)                                        | | 4:17  |